# Epimèlides
A la mitologia grega, les epimèlides (en grec antic: Επιμηλιδες significa "els que cuiden els ramats") són les nimfes protectores dels pomers. Ara, la paraula "pomer" (μηλον) en grec antic també vol dir ovella. Per tant, fa de les epimèlides són protectores alhora de les ovelles i les cabres. Les epimèlides tenen el coll blanc, com les flors del pomer o la llana sense tenyir i, com fan les dríades, poden canviar la seva forma humana i convertir-se en arbres. També s'anomenen maliades o meliades (Μηλιαδες) que significa "d'ovelles" o "de pomes". També se sap que són els guàrdies de l'arbre on es guardava el toisó d'or.